# Andrea Cecon
Andrea Cecon (Gemona del Friuli, 18 luglio 1970) è un ex saltatore con gli sci e combinatista nordico italiano.

## Biografia
Nato a Gemona del Friuli, in provincia di Udine, nel 1970, è fratello di Roberto Cecon, saltatore con gli sci partecipante a 4 Olimpiadi consecutive, da Albertville 1992 a Salt Lake City 2002.
Ha esordito in Coppa del Mondo di combinata nordica l'11 gennaio 1992 a Breitenwang, in Austria.
L'anno successivo ha partecipato ai Mondiali di Falun 1993, in Svezia, concludendo 6º nella gara a squadre di combinata nordica.
A 23 anni ha preso parte ai Giochi olimpici di Lillehammer 1994, sia nel salto con gli sci che nella combinata nordica. Nella prima ha terminato 8º nella gara a squadre, insieme al fratello Roberto Cecon e a Ivan Lunardi e Ivo Pertile, mentre nella combinata nordica è arrivato 33º nell'individuale e 11º nella gara a squadre, insieme ad Andrea Longo e Simone Pinzani.
5 anni dopo ha partecipato ai Mondiali di Ramsau 1999, in Austria, concludendo 20º nell'individuale e 38º nello sprint di combinata nordica.
Si è ritirato dall'attività agonistica nel 2000, a 30 anni.
Ai campionati italiani di combinata nordica ha vinto 4 ori, 5 argenti e 2 bronzi nell'individuale.